# Honda Rafaga
Honda Rafaga (яп. ホンダ・ラファーガ) — легковой автомобиль, производимый компанией Honda для внутреннего рынка Японии. На данную модель устанавливались двигатели объёмом 2,0 и 2,5 литра (G20A и G25A). Также устанавливались 4-ступенчатая автоматическая и 5-ступенчатая механическая коробки передач. Двигатели G20A и G25A оснащались системой впрыска PGM-FI (Programmable Fuel Injection — программируемый впрыск топлива).

## Общая информация
4-дверный седан продавался только на внутреннем рынке Японии, производился с января 1993 года, и имел 5-цилиндровый двигатель аналогичный использовавшемся на автомобилях Honda Inspire и Honda Vigor. Основой для Rafaga стало второе поколение CE series Honda Ascot. «Rafaga» с испанского означает «порыв» или «бушующий». Двигатель имеет продольную установку, и ту же конфигурацию, использовавшуюся на Vigor и Inspire. Rafaga был третьим в иерархии седанов Honda, и родственный ему автомобиль Ascot, продавался в дилерской сети как Honda Primo. Rafaga продавался в Японии дилерами как Honda Verno, и был на уровень выше Honda Integra. Как и на других автомобилях Honda, на Rafaga используется подвеска на двойных поперечных рычагах для передних и задних колес. В Японии, малый двигатель G20A эксплуатировался на обычном топливе, а больший G25A на более качественном.
Rafaga и Ascot оставались малыми седанами Honda для японского рынка, потому как габариты Honda Accord выросли в связи с потребностями североамериканского рынка. Колёсная база Rafaga меньше, нежели у Inspire и Vigor, и составляет 2805 мм, отличаясь на 35 мм, что почти не оставило места для задних пассажиров. Кроме того, из-за продольной установки 5-цилиндрового двигателя, а также требований об общей длине автомобиля, касающихся компактных автомобилей, было сокращено пространство задних пассажирских мест, что в результате привело к скромному уровню продаж.
Решетка радиатора имеет форму перевернутого треугольника, вливающегося в передний бампер, и небольшой логотип Honda «H» в верхней части. Rafaga также имеет длинный и низкий отсек двигателя за счет размещения двигателя, и короткий багажник, что добавляет автомобилю аэродинамики. Rafaga согласно японским законам является компактным седаном, и фактически, он вытеснил предыдущее поколение Honda Accord, которое незначительно выросло в габаритах. Продавался компактный седан как Honda Verna и Honda Primo.
Интерьер содержал деревянные включения производства японских мебельщиков Tendo Mokko на приборной панели, а также центральной консоли, кроме того, существовала опция «2.5 S» с кожаной отделкой. В 1994 году были установлены две подушки безопасности для передних пассажиров и система ABS, так же появился стеклянный люк. Наличие двух двигателей разных объёмов дало японским покупателям выбор, в зависимости от готовности оплаты ежегодных налогов; больший 2,5 литровый двигатель имеет в стандарте оборудование более высокого уровня, что оправдывает высокий налоговый платёж.
С началом экономического спада в Японии, известного как «японский финансовый пузырь», спросы на Accord остались сильны, а производство Rafaga и Ascot было прекращено, им на смену в 1997 году пришел Honda Torneo.